# Kalottamodell

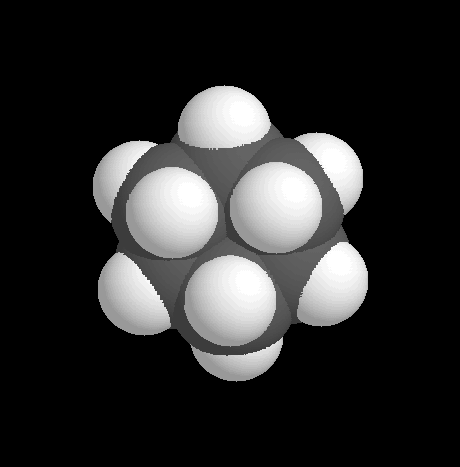
A ciklohexán kalottamodellje. A szénatomok fekete, a hidrogének fehér színűek.

A kalottamodell (vagy térkitöltő modell) a golyós modellhez hasonlóan a térbeli (háromdimenziós) molekulamodellezés eszköze, melyet néha szervetlen, de főként szerves vegyületek térbeli szerkezetének demonstrálására használnak. 

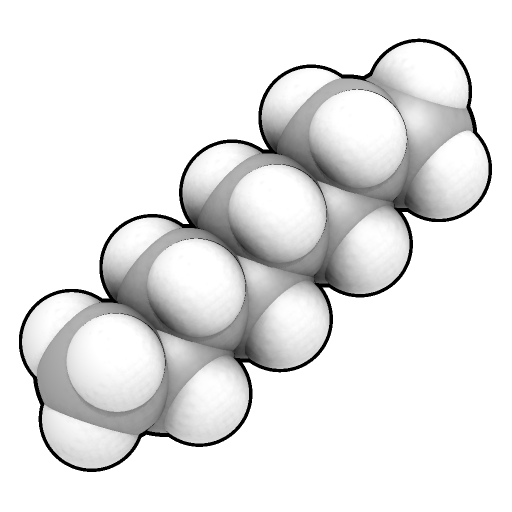
Az n-oktán kalottamodellje jól mutatja a 18 hidrogénatom elrendeződését a nyolcatomos szénlánc körül.

A kalottamodell a golyósmodell továbbfejlesztett változata, mellyel a molekulakonfigurációt sokkal élethűbben lehet visszaadni. Az egyes atomokat különböző színű gömbszeletek (illetve gömbsüvegek, latinul calotta, innen az elnevezés) jelképezik. Az atomok mérete a van der Waals-sugárnak felel meg és a kötések iránya, a kötésszögek, a kötéshosszak is a valóságossal arányosak. Léteznek számítógépes molekulamodellező programok is, melyekkel térkitöltő modelleket lehet tervezni.

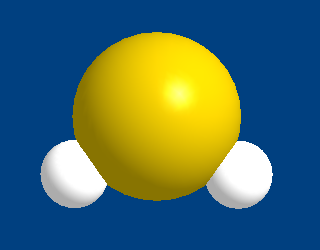
A kéndioxid kalotta-modellje

## Népszerű molekulamodellező szoftverek
- Molecular Docking Server
- Millsian
- BALLVeiw[halott link]
- Cerius2[halott link]
- InsightII Archiválva 2021. december 9-i dátummal a Wayback Machine-ben
- Sybyl
- MOE
- Ghemical Archiválva 2019. május 10-i dátummal a Wayback Machine-ben
- MMTK Archiválva 2019. május 8-i dátummal a Wayback Machine-ben
- Molsoft ICM[halott link]
- PyMOL
- VMD[halott link]
- SPARTAN
- GROMOS Archiválva 2021. december 6-i dátummal a Wayback Machine-ben
- GAUSSIAN
- MolVeiw

## Pálcikamodell
A pálcika-modell hasonlít a kalottamodellhez, de abban különbözik tőle, hogy jobban megjeleníti a kémiai kötéseket. (Hogy egyes, kettes vagy hármas a kötés.) A színek ugyanolyanok, mint a kalottamodellben (l. lejjebb). A méretek ellenben nem: a pálcikamodellben az atomok (mindegyik) ugyanakkorák.

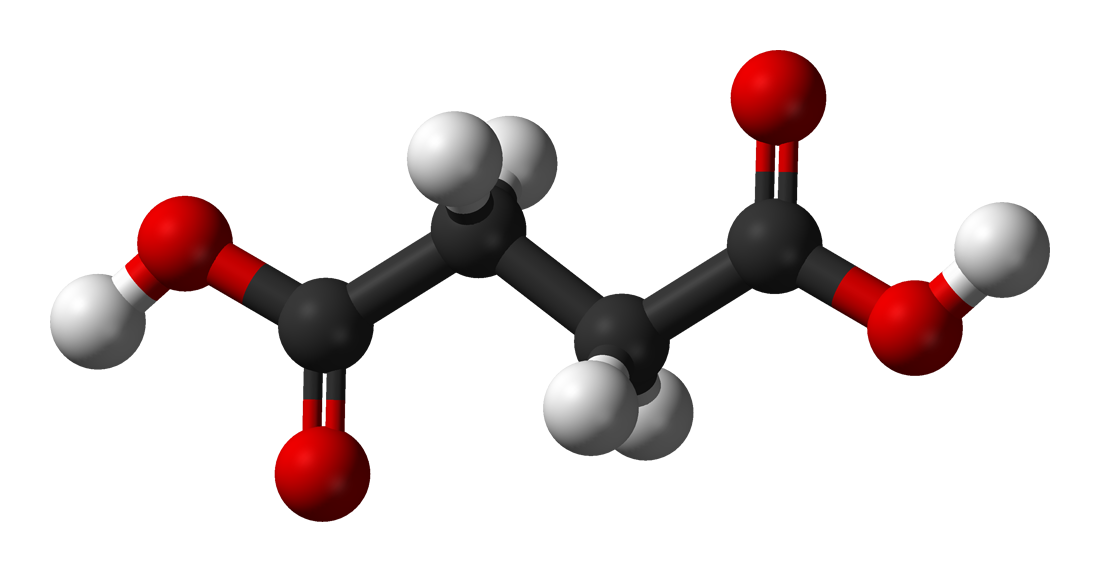
Egy pálcikamodell (borostyánķősav)

## Színséma és méret
Az atomok a CPK-modell szerint vannak színezve. (A pálcikamodellben a színek ugyanolyanok.) A méretek pedig az adott atom valós méretéből adódnak. (A pálcikamodellben ugyanolyanok.)
| Atom      | Szín                 | Méret        | Vegyjel |
| --------- | -------------------- | ------------ | ------- |
| Hidrogén  | fehér                | nagyon kicsi | H       |
| Szén      | fekete / ezüstszürke | normál       | C       |
| Nitrogén  | kék                  | normál       | N       |
| Oxigén    | piros                | normál       | O       |
| Foszfor   | narancssárga         | normál       | P       |
| Kén       | sárga                | normál       | S       |
| Klór      | zöld                 | normál       | Cl      |
| Jód       | lila                 | közepes      | I       |
| Bór       | halvány piros        | normál       | B       |
| Fluor     | sárgás zöld          | normál       | F       |
| Vas       | fakólila             | közepes      | Fe      |
| Ólom      | világos szürke       | közepes      | Pb      |
| Nátrium   | ibolya               | közepes      | Na      |
| Hélium    | világos fakótürkiz   | normál       | He      |
| Kalcium   | fűzöld               | közepes      | Ca      |
| Magnézium | világos zöld         | kicsi        | Mg      |
| Ezüst     | világos fakókék      | közepes      | Ag      |
| Kálium    | sötétibolya          | normál       | K       |
| Higany    | világos vasszürke    | közepes      | Hg      |
| Bróm      | bordó                | nagy         | Br      |
| Szelén    | fáradt narancssárga  | normál       | Se      |
| Alumínium | pirosas bőrszín      | normál       | Al      |
| Urán      | türkizkék            | nagyon nagy  | U       |

A kalottamodellben és a pálcikamodellben az atomok hasonlóak.(L. feljebb és lejjebb.)

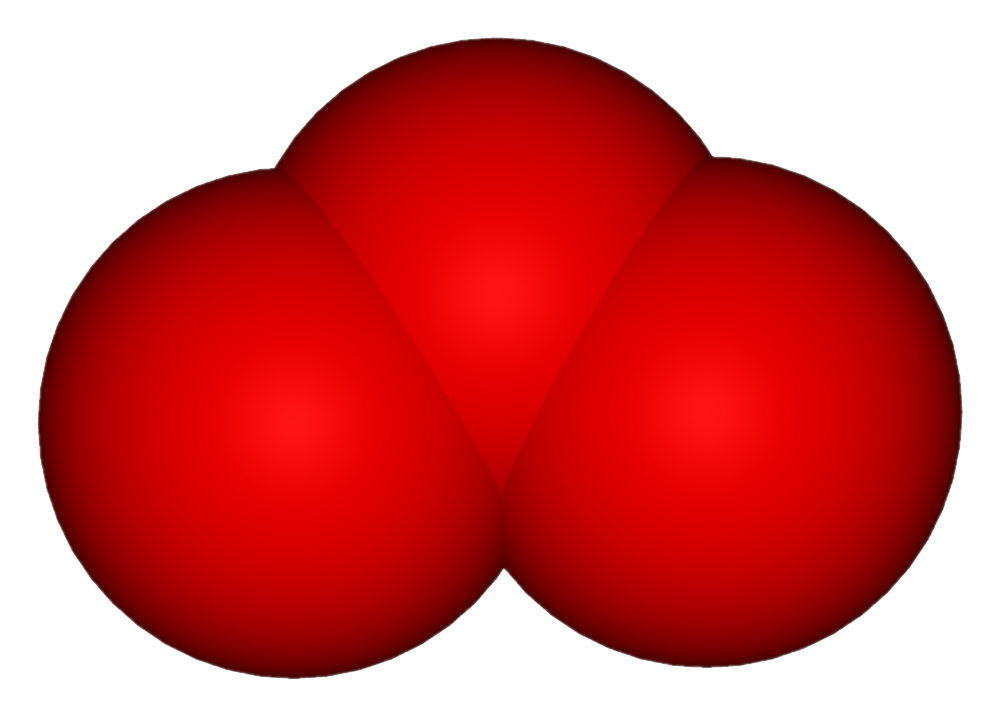
…kalottamodellje.

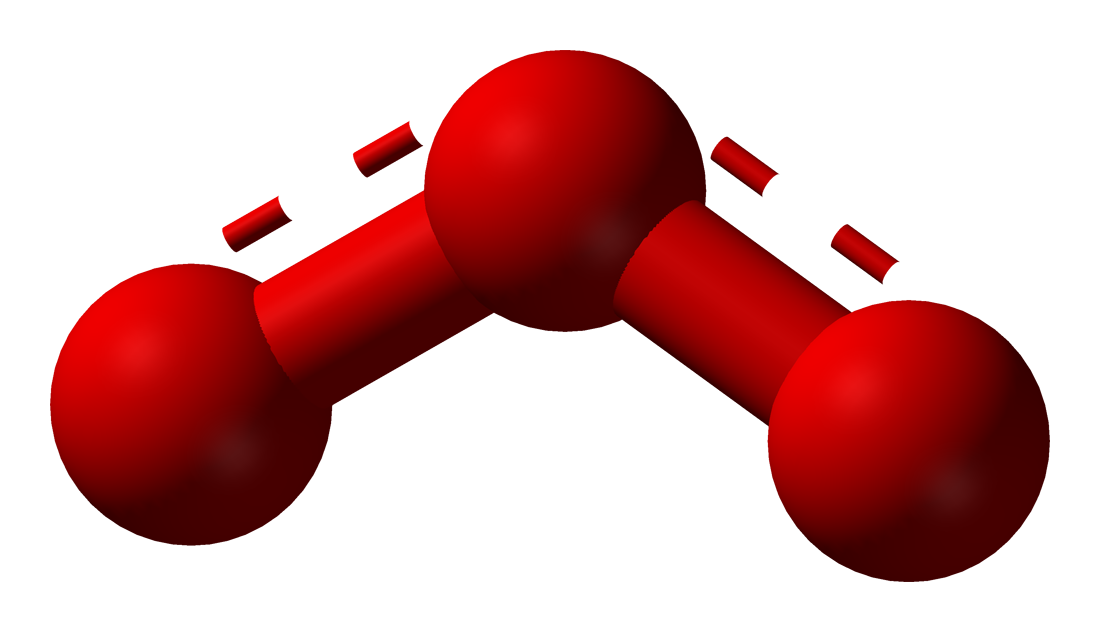
…pálcikamodellje.

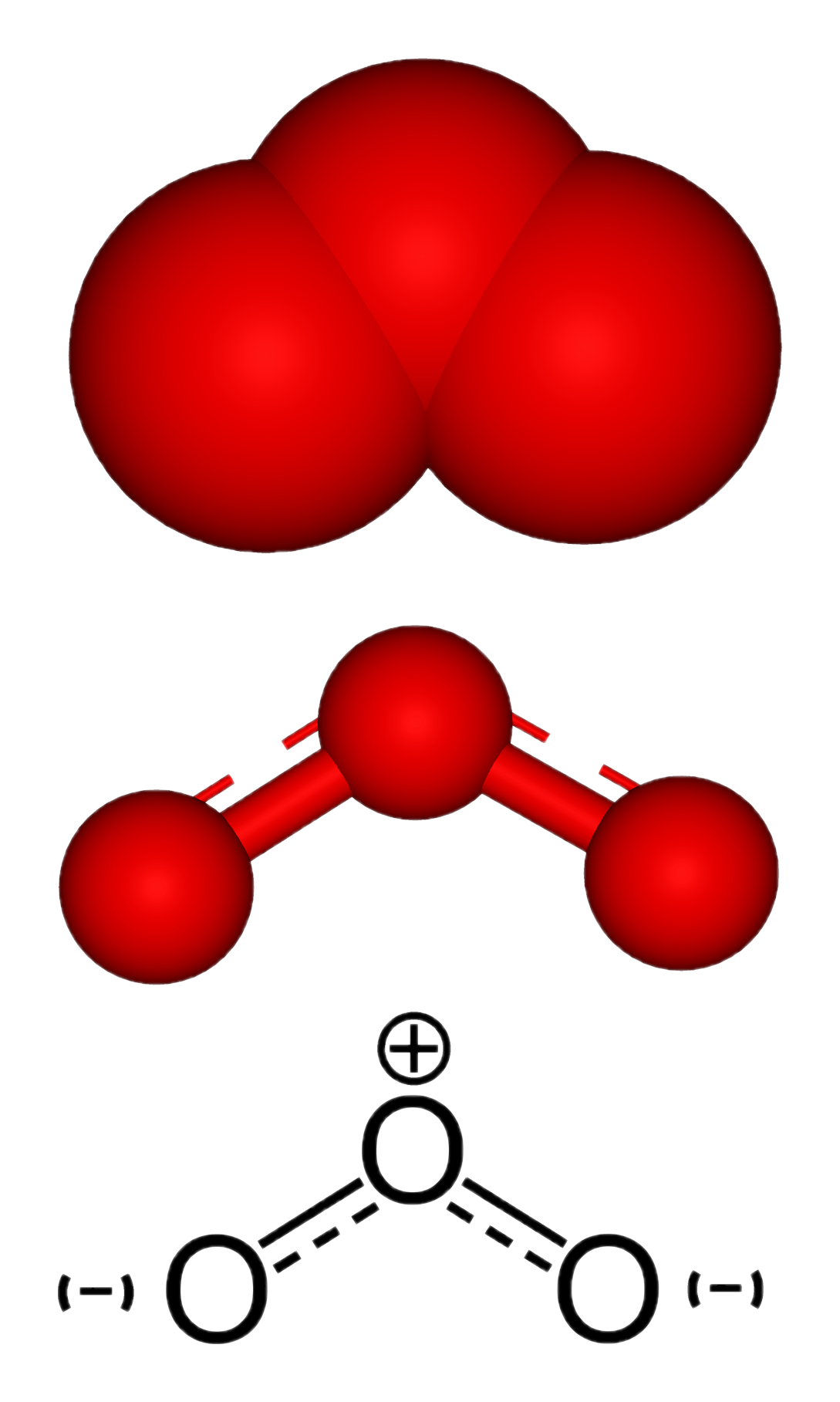
…háromféle „írásmódja”.

Az ózon…